# Президентські вибори в Казахській РСР 1991
Президентський вибори у Казахстані вперше пройшли 1 грудня 1991 року. Єдиним кандидатом був Назарбаев, котрий був обраний, набравши 98.0% голосів за явки 88.2%.

## Результати
| Кандидат              | Партія              | Голосів   | %    |
| --------------------- | ------------------- | --------- | ---- |
| Н.Назарбаев           | КПСС                | 8,681,276 | 98.8 |
| Проти                 | Проти               | 107,252   | 1.2  |
| /Invalidblank votes   | /Invalidblank votes | 198       | -    |
| Всього                | Всього              | 8,788,726 | 100  |
| Source: Nohlen et al. |                     |           |      |

## Зноски
1. ↑  Nohlen, D, Grotz, F & Hartmann, C (2001) Elections in Asia: A data handbook, Volume I, p416 ISBN 0-19-924958-X
2. ↑  Nohlen, D, Grotz, F & Hartmann, C (2001) Elections in Asia: A data handbook, Volume I, p424 ISBN 0-19-924958-X